# Comodo Secure DNS
Comodo Secure DNS – publiczne serwery DNS udostępniane przez firmę Comodo. Stawia na większe bezpieczeństwo podczas korzystania z internetu poprzez użycie filtra treści. Wprowadzono również zabezpieczenia przed atakami typu Zatruwanie DNS. Serwery oferują także ochronę przed szkodliwym oprogramowaniem oraz botnetami.
Comodo w ramach własnych serwerów prowadzi aktualizowaną w czasie rzeczywistym czarną listę szkodliwych stron internetowych.
Komputery potrzebne na rzecz usługi, w celu zapewnienia stabilności zlokalizowane są w 15 różnych serwerowniach, tak aby w razie awarii jednego, użytkownik był automatycznie przełączany na któryś z pozostałych serwerów. Pozwala to też, by dana osoba łączyła się z najbliższą mu serwerownią, w celu szybszego działania sieci.
Usługa ta wywołała początkowo kontrowersje z powodu automatycznego konfigurowania ustawień sieci w przypadku kiedy osoba instalująca oprogramowanie Comodo, nie odznaczyła tej funkcji podczas instalacji, przez co część użytkowników produktów tej firmy, aktywowała usługę nieświadomie.

## Adresy serwerów DNS[3]
- 8.26.56.26
- 8.20.247.20